# جوليان بومغارتنر
جوليان بومغارتنر (بالفرنسية: Julien Baumgartner )‏ (و. 1976 – م) هو ممثل من فرنسا .

## التعليم
تعلم في المعهد الوطني العالي للفنون الدرامية ‏، ومدرسة فلوران ‏

## روابط خارجية
- جوليان بومغارتنر على موقع IMDb (الإنجليزية)
- جوليان بومغارتنر على موقع ألو سيني (الفرنسية)
- جوليان بومغارتنر على موقع أول موفي (الإنجليزية)
- جوليان بومغارتنر على موقع قاعدة بيانات الأفلام السويدية (السويدية)
- جوليان بومغارتنر على موقع قاعدة بيانات الفيلم (الإنجليزية)
- جوليان بومغارتنر على موقع كينوبويسك (الروسية)